# 英格蘭長劍術
使用雙手長劍的技術，一直以來殘存的史料大多數都是詳細地介紹了關於德式長劍術流派和義大利式長劍術流派，然而，還有一個較細小的英式流派有自己的劍術(例如：使用半劍的劍術)。 英式流派技術的主體是使用英格蘭長劍(English Longsword)並且應用留存到現代的三篇中世紀的英格蘭手稿包括: Ledall卷軸，Man yt Wol ("The Man that Will")/Harley手抄本)  
與Cotton Titus手抄本

## 源頭
三個記載主要英式長劍術源頭的手稿並沒有廣泛流傳。沒有任何一個源流被細察過，然而，其中的一些劍術手稿可以在博物館中見到，例如，在大英圖書館閱覽室可以看到Ledall卷軸。 英式長劍術起源的時間範圍從1450年Harleian手抄本起到Ledall卷軸的1600年代上半葉。

## 與德式長劍術比較
最明顯的比較是殘存的英式長劍術手稿數量很少。雖然有很多義大利式和相對眾多的德式手稿，但英式流派只有三篇著作流傳後世。此外，英式長劍術手稿的記載內容只有文本沒有插圖，使得英式各型劍招更難理解。最具挑戰性的因素是，手稿基本上沒有被細心察看過。儘管如此，在英國和澳洲仍有一些專門研究HEMA史實歐洲武術的修習者如: Stoccata School of defence等組織致力於研究英式長劍術的招式。